# Zakoni o istospolnom braku u SAD
Istospolni brak u SAD-u legaliziran je 26. lipnja 2015. godine kada je Vrhovni sud SAD-a presudio da istospolni parovi također imaju temeljno pravo na brak. Pokret za prava homoseksualaca nastao je u Sjedinjenim Američkim Državama; ondje je prva[nedostaje izvor] sazrela i politička ideja da se omogući zajednicama homoseksualaca da stupaju u istospolni brak i da im se na taj način omogući osobita državna podrška i zaštita, kakvu države običavaju davati obiteljima.

## Povijest
Nakon što su američki sudovi u dugom nizu slučajeva počevši od 1970.- ih bili potvrđivali ustavnost zabrana sklapanja braka između istog spola, u presudi Goodridge v. Department of Public Health od 18. studenog 2003. je Vrhovni sud Massachusettsa takvu zabranu proglasio neustavnom. Tu su odluku suci donijeli preglasavanjem 4:3; takva podijeljenost među američkim pravnim stručnjacima - ali i među američkih građanima - postoji do danas. Vlasti Massachusettsa su potom donijeli propise koji reguliraju posljedice takvog ozakonjenja istospolnog braka - od poreznih pitanja do posvajanja djece.
Nakon toga je, do svibnja 2013., jedanaest saveznih država SAD-a - Connecticut, Delaware, Iowa, Maine, Maryland, Massachusetts, New Hampshire, New York, Rhode Island, Vermont i Washington - te savezni distrikt Columbia donijelo takve zakone, kojima se udovoljava zahtjevima LGBT aktivista i pobornika rodne ideologije.
Kada se na primjeru Massachusettsa vidjelo da se ustavne odredbe doista mogu tumačiti na način kakav predlažu zagovornici istospolnog braka, u tridesetjednoj saveznoj državi SAD-a su provedeni ustavni referendumi, slijedom kojih je zabrana izjednačavanja homoseksualnih zajednica i braka unijeta u ustave tih saveznih država. Od ostalih saveznih država u SAD, u devet su državni kongresi (parlamenti) donijeli zakone kojima se zabranjuje donošenje propisa i državnih politika kojima bi se izjednačavalo homoseksualne zajednice s brakom.  
Nakon što je okružni federalni sud u slučaju Hollingsworth v. Perry proglasio protivnim 14. amandmanu Ustavu SAD odredbu Ustava Kalifornije kojim je u toj državi bio zabranjen istospolni brak, državne vlasti Kalifornije - koje su inače čitavo vrijeme očitovale svoju nesklonost ustavnoj odredbi koju je narod bio izglasao - nisu izjavile žalbu Vrhovnom sudu. Vrhovni sud SAD je potom odbacio žalbe osoba koje su kao zagovornici odredbe donijete na ustavnom referendumu sudjelovali u nižestupanjskom postupku, našavši da one pravo na izjavljivanje žalbe - nemaju (nego da bi se žaliti mogao guverner Kalifornije, kada bi to eventualno htio); tako je izostala očekivana presudu kojom bi se razriješilo pitanje je su li ove odredbe državnih ustava protivne saveznom ustavu.  
Inače je 14. amandman Ustava SAD, na kojega se pozivaju protivnici ovakvih ustavnih odredbi državnih ustava, donesen 1868. godine kada je u svim dijelovima SAD-a prakticiranje homoseksualnih čina bilo kažnjavano ozbiljnim zatvorskim kaznama (takvo je stanje trajalo sve do iza II. svjetskog rata) - ni tadašnjim političarima ni sucima se nije činilo da bi odredba iz 14. amandmana mogla imati ikakve veze s homoseksualnošću. Međutim bi prema doktrini tzv. "živućeg ustava" ("Living Constitution"), koju zastupa dobar dio današnjih sudaca i profesora na pravnim studijima u SAD, bilo dopušteno sucima u svakoj novoj generaciji da na drugačiji način tumače inače nepromijenjene ustavne odredbe. Slijedeći tu doktrinu, američki (i ne samo američki) sudovi su kreativnim tumačenjem ustavnih odredbi već provodili duboke promjene u političkom i društvenom ustroju; politički krugovi okupljeni oko aktualnog predsjednika SAD su se zalagali da Vrhovni sud tako učini i u ovom slučaju. Takvoj odluci se ne bi moglo "doskočiti" ustavnim referendumom, jer nije predviđeno da bi se federalni ustav mogao mijenjati na takav način. Naime, propisano je da se federalni ustav može mijenjati odlukom dvotrećinske većine predstavnika u oba doma saveznog Kongresa, koju potom mora potvrditi tri četvrtine kongresa u saveznim državama; takvu većinu protivnici istospolnog braka - čije ideje zadnjih desetak godina mnogo slabije "kotiraju" kod profesionalnih političara, nego kod širokih narodnih masa - zacijelo ne bi mogli postići.
Nakon 2013. godine, okružni federalni sudovi su proglasili odredbe ustava saveznih država i zakona donesenih u kongresu tih država protivnima Ustavu SAD više slučajeva, te su do kraja 2014. godine ostale takve odredbe na snazi u samo 14 od 50 saveznih država. Nakon što je federalni sud u Cinncinatiju u studenom 2014. odlučio drugačije od drugih federalnih sudova, te presudio da zabrana istospolnog braka u državama Ohio, Michigan, Kentucky i Tennessee nije neustavna, Vrhovni sud SAD (koji prema svojoj ocjeni odlučuje hoće li suditi u nekoj stvari koja je suđena na nižim sudovima, ili neće) je odlučio da će sam odlučivati o tom pitanju u kojem se stajališta nižih federalnih sudova razlikuju.
Pitanje priznavanja statusa braka homoseksualnim zajednicama postaje zadnjih petnaestak godina jedno od globalno prepoznatih točaka kulturalnog i političkog prijepora.
Vrhovni sud SAD-a je dana 26. lipnja 2015. u slučaju Obergefell v. Hodges, uz 5 glasa za i 4 glasa protiv, presudio da savezne države ne mogu zabraniti izdavanje bračne licence istospolnim parovima. Time su sve zabrane istospolnih brakova u bilo kojoj saveznoj državi SAD-a ili teritoriju postale nevaljane, a istospolni brak je postao legalan na federalnoj razini. Prije ove presude, istospolni brakovi su bili dopušteni u 37 saveznih država, distriktu Columbia, Guamu i nekim domorodačkim plemenima.